# 더 존: 버터야 산다
《더 존: 버터야 산다》은 디즈니+에서 2022년 9월부터 방영된 디즈니+ 오리지널 한국 예능 콘텐츠이다. 前 런닝맨 PD인 조효진이 2014년 이후에 8년 만에 SBS에서 디즈니+으로 완전히 이적하고 나서 처음으로 연출한다.

## 개요
인류를 위협하는 재난 속 탈출구 없는 8개의 미래 재난 시뮬레이션 존에서 펼쳐지는 인류대표 3인방의 상상 초월 생존기를 그려낸 리얼 존 버라이어티

## 출연진
- 유재석
- 이광수
- 권유리